# Dánia zászlaja

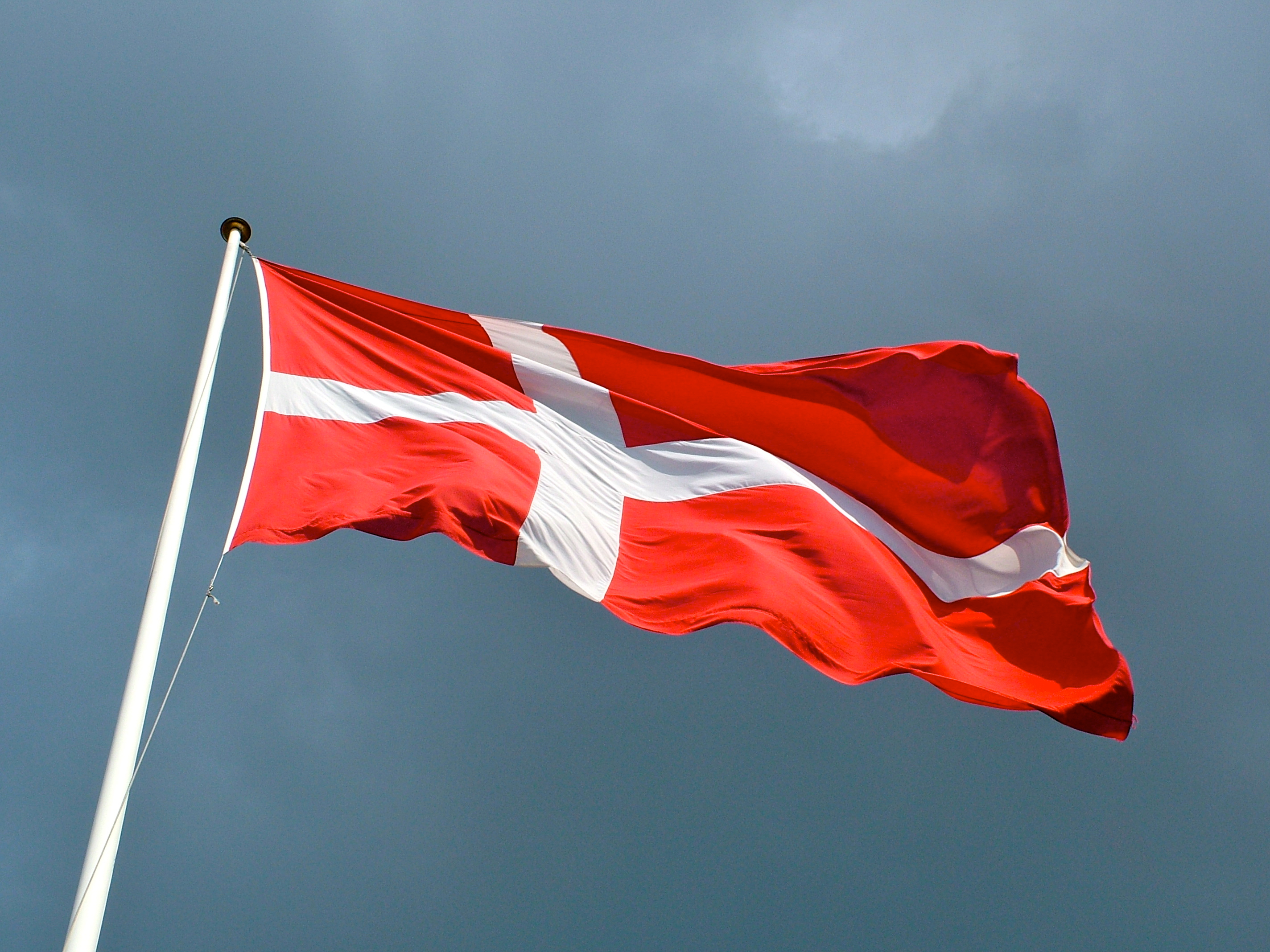
Dánia zászlaja

Dánia zászlaja, a Dannebrog a világ legrégebbi nemzeti lobogója.

## Leírása
A dán zászlón piros alapon fehér skandináv kereszt látható, amely minden irányban a zászló széléig ér. A kereszt függőleges szára a zászlórúd felőli irányba el van tolva. A dán zászló alakját a kereszttel átvette a többi skandináv ország is: Svédország, Norvégia, Finnország és Izland. A dán-norvég perszonálunió alatt Norvégia zászlaja is a Dannebrog volt, és kisebb módosításokkal maradt is 1821-ig, amikor a jelenlegi norvég zászlót elfogadták. Dánia zászlaja a világ legrégebbi nemzeti lobogója, az első vitathatatlan forrás a használatáról a 14. századból származik.

## Története
A legenda szerint a zászló története akkor kezdődött, amikor II. Valdemár vezetésével a dán keresztes lovagok hadjáratot folytattak a pogány észtek ellen. A küzdelem már zajlott egy ideje, amikor 1219. június 15-én, Szent Vitus napján, az észtek hadba szólították az összes harcosukat. A dánok megzavarodtak a vad, váratlan támadástól, azonban hirtelen egy jel szállt alá az égből: egy nagy vérvörös zászló fehér kereszttel. A visszavonuló dán katonák elkapták a zászlót, és „Előre a győzelemért a kereszt jele alatt!” kiáltással ellentámadásba lendültek, és végül megnyerték a csatát.
Arra nincs elég bizonyíték, hogy a Dannebrogot valóban használták-e ilyen korai időpontban, mindenesetre az azt ábrázoló első kép a 14. század második felében jelent meg a Wapenboek Gelrében. Eredetileg (a 12. században) keresztes lobogó lehetett, esetleg felségjel. A legvalószínűbb, hogy a Dannebrog ugyanúgy alakult ki, mint a Nyugatrómai Birodalom határvidékét alkotó területek (a Hanza városok és az észak-itáliai városok) lobogói, amelyek legtöbbje vörös alapon elhelyezett fehér kereszt vagy fehér alapon elhelyezett vörös kereszt. A zászló eredetére számos más magyarázat is létezik.
Dániában külön lobogózási napok (flagdage) vannak, ezekre a napokra államilag rendelik el a zászlók felvonását. Ilyen napok például a királynő születésnapja, a királyi család hercegeinek és hercegnőinek születésnapja, egyházi ünnepek, Újév, az alkotmány napja stb.